# Enzo Tchato
Enzo Gianni Tchato Mbiayi (ur. 23 listopada 2002 w Montpellier) – kameruński piłkarz grający na pozycji prawego obrońcy. Jest wychowankiem klubu Montpellier HSC. Jego ojciec Bill Tchato również był piłkarzem i reprezentantem Kamerunu.

## Kariera klubowa
Swoją karierę piłkarską Tchato rozpoczął w klubie Montpellier HSC. W 2019 roku zaczął grać w rezerwach tego klubu, a w 2022 roku stał się również członkiem pierwszego zespołu. Swój debiut w nim w Ligue 1 zaliczył 3 kwietnia 2022 w przegranym 1:2 domowym meczu ze Stade Brestois 29.
| Sezon   | Klub              | Kraj    | Rozgrywki              | Mecze | Bramki |
| ------- | ----------------- | ------- | ---------------------- | ----- | ------ |
| 2019/20 | Montpellier HSC B | Francja | Championnat National 2 | 3     | 1      |
| 2020/21 | Montpellier HSC B | Francja | Championnat National 3 | 20    | 0      |
| 2021/22 | Montpellier HSC   | Francja | Ligue 1                | 1     | 0      |
| 2021/22 | Montpellier HSC B | Francja | Championnat National 3 | 21    | 1      |
| 2022/23 | Montpellier HSC   | Francja | Ligue 1                | 10    | 0      |

## Kariera reprezentacyjna
W reprezentacji Kamerunu Tchato zadebiutował 10 czerwca 2023 w zremisowanym 2:2 towarzyskim meczu z Meksykiem, rozegranym w San Diego. W 2024 roku powołano go do kadry na Puchar Narodów Afryki 2023. Rozegrał w nim trzy mecze: grupowe z Senegalem (1:3) i z Gambią (3:2) oraz w 1/8 finału z Nigerią (0:2).